# FA Trophy 2019-2020
 (mai 2020).
Le contenu est difficilement compréhensible vu les erreurs de traduction, qui sont peut-être dues à l'utilisation d'un logiciel de traduction automatique.
Navigation
FA Trophy 2018-2019 FA Trophy 2020-2021
Le FA Trophy 2019-2020 (connu pour des raisons de sponsoring sous le nom de Buildbase FA Trophy) est la 51e édition du FA Trophy, une compétition annuelle de football pour les équipes des divisions 5 à 8 du système pyramidal du football anglais. La compétition se compose de deux tours préliminaires, trois tours de qualification et six tours appropriés. Tous les matches jusqu'aux demi-finales sont des matches à élimination directe avec des matchs d'appui en cas de nul. Les demi-finales sont des matches aller-retour et la finale est un match unique qui se déroule au stade de Wembley et qui est décidé en prolongation ou aux tirs au but en cas d'égalité après le temps réglementaire. Les matchs aller peuvent être départagés par des prolongations ou des tirs au but si les deux équipes en conviennent et en informent l'arbitre au moins 45 minutes avant le coup d'envoi, conformément à la règle 11(a) du FA Trophy.
La compétition se déroule initialement du 28 septembre 2019 au 17 mai 2020, mais en raison de la pandémie de Covid-19, la compétition a été interrompue en demi-finale. La compétition reprend finalement en septembre 2020, la finale est prévue pour le 3 mai 2021.

## Calendrier
Le calendrier du Buildbase FA Trophy 2019-2020, tel annoncé par la Fédération anglaise de football.
| Tour                            | Date des matches  | Matches | Clubs     | Nouvelles entrées | Gain                                      |
| ------------------------------- | ----------------- | ------- | --------- | ----------------- | ----------------------------------------- |
| Tour extra-préliminaire         | 28 septembre 2019 | 28      | 296 → 268 | 56                | 2 000 £                                   |
| Tour préliminaire               | 12 octobre 2019   | 56      | 268 → 212 | 84                | 3 000 £                                   |
| Premier tour de qualification   | 26 octobre 2019   | 72      | 212 → 140 | 88                | 3 250 £                                   |
| Deuxième tour de qualification  | 9 novembre 2019   | 36      | 140 → 104 | -                 | 4 000 £                                   |
| Troisième tour de qualification | 23 novembre 2019  | 40      | 104 → 64  | 44                | 5 000 £                                   |
| Premier tour (1/32 de finale)   | 14 décembre 2019  | 32      | 64 → 32   | 24                | 6 000 £                                   |
| Deuxième tour (1/16 de finale)  | 11 janvier 2020   | 16      | 32 → 16   | -                 | 7 000 £                                   |
| Troisième tour (1/8 de finale)  | 8 février 2020    | 8       | 16 → 8    | -                 | 8 000 £                                   |
| Quatrième tour (1/4 de finale)  | 29 février 2020   | 4       | 8 → 4     | -                 | 10 000 £                                  |
| Demi-finales                    | septembre 2020    | 2       | 4 → 2     | -                 | 20 000 £                                  |
| Finale                          | 3 mai 2021        | 1       | 2 → 1     | -                 | Finaliste : 30 000 £ Vainqueur : 60 000 £ |

## Résultats

### Tour extra-préliminaire
| Match                    | Équipe 1             | Résultat | Équipe 2                | Affluence |
| ------------------------ | -------------------- | -------- | ----------------------- | --------- |
| Samedi 28 septembre 2019 |                      |          |                         |           |
| 1                        | Colne (8)            | 2 - 1    | Marske United (8)       | 179       |
| 2                        | Cleethorpes Town (8) | 1 - 0    | Frickley Athletic (8)   | 171       |
| 3                        | Runcorn Linnets (8)  | 1 - 0    | Marine (8)              | 355       |
| 5                        | Ossett United (8)    | 1 - 0    | Widnes (8)              | 287       |
| 6                        | Clitheroe (8)        | 2 - 1    | Sheffield (8)           | 272       |
| 7                        | Daventry Town (8)    | 1 - 1    | Kidsgrove Athletic (8)  | 118       |
| 8                        | Lincoln United (8)   | 1 - 3    | Bury Town (8)           | 175       |
| 9                        | Chasetown (8)        | 5 - 1    | Spalding United (8)     | 139       |
| 10                       | Dereham Town (8)     | 1 - 2    | Halesowen Town (8)      | 153       |
| 11                       | Biggleswade (8)      | 2 - 2    | Bedford Town (8)        | 219       |
| 12                       | Carlton Town (8)     | 3 - 1    | St Neots Town (8)       | 92        |
| 13                       | Kempston Rovers (8)  | 0 - 1    | Wisbech Town (8)        | 102       |
| 14                       | Stamford (8)         | 5 - 1    | Loughborough Dynamo (8) | 150       |
| 15                       | Heybridge Swifts (8) | 4 - 1    | Hertford Town (8)       | 162       |

| Match                  | Équipe 1                | Résultat | Équipe 2                       | Affluence |
| ---------------------- | ----------------------- | -------- | ------------------------------ | --------- |
| 16                     | Maldon & Tiptree (8)    | 5 - 0    | Felixstowe & Walton United (8) | 120       |
| 17                     | Ramsgate (8)            | 2 - 2    | Haywards Heath Town (8)        | 153       |
| 18                     | Bracknell Town (8)      | 2 - 1    | Coggeshall Town (8)            | 243       |
| 19                     | Chichester City (8)     | 2 - 1    | Three Bridges (8)              | 170       |
| 20                     | Hullbridge Sports (8)   | 2 - 4    | Barton Rovers (8)              | 78        |
| 21                     | Harlow Town (8)         | 1 - 1    | Hanwell Town (8)               | 143       |
| 22                     | Welwyn Garden City (8)  | 1 - 4    | Canvey Island (8)              | 187       |
| 23                     | Faversham Town (8)      | 1 - 3    | Chertsey Town (8)              | 180       |
| 24                     | Chalfont St Peter (8)   | 0 - 1    | Whitstable Town (8)            | 84        |
| 25                     | Bristol Manor Farm (8)  | 7 - 1    | Moneyfields (8)                | 78        |
| 26                     | Thame United (8)        | 1 - 1    | Kidlington (8)                 | 127       |
| 27                     | Basingstoke Town (8)    | 4 - 3    | North Leigh (8)                | 82        |
| 28                     | Mangotsfield United (8) | 1 - 2    | Slimbridge (8)                 | 142       |
| Mardi 1er octobre 2019 |                         |          |                                |           |
| 4                      | City of Liverpool (8)   | 1 - 1    | Tadcaster Albion (8)           | 301       |

#### Matchs rejoués
| Match                   | Équipe 1                | Résultat    | Équipe 2          | Affluence |
| ----------------------- | ----------------------- | ----------- | ----------------- | --------- |
| Lundi 30 septembre 2019 |                         |             |                   |           |
| 7R                      | Kidsgrove Athletic (8)  | 2 - 0       | Daventry Town (8) | 0         |
| Mardi 1er octobre 2019  |                         |             |                   |           |
| 11R                     | Bedford Town (8)        | 1 - 0 a. p. | Biggleswade (8)   | 169       |
| 17R                     | Haywards Heath Town (8) | 1 - 0       | Ramsgate (8)      | 102       |

| Match                   | Équipe 1             | Résultat | Équipe 2              | Affluence |
| ----------------------- | -------------------- | -------- | --------------------- | --------- |
| 21R                     | Hanwell Town (8)     | 4 - 1    | Harlow Town (8)       | 0         |
| Mercredi 2 octobre 2019 |                      |          |                       |           |
| 26R                     | Kidlington (8)       | 1 - 2    | Thame United (8)      | 0         |
| Mardi 8 octobre 2019    |                      |          |                       |           |
| 4R                      | Tadcaster Albion (8) | 6 - 1    | City of Liverpool (8) | 0         |

### Tour préliminaire
| Match                  | Équipe 1                  | Résultat | Équipe 2              | Affluence |
| ---------------------- | ------------------------- | -------- | --------------------- | --------- |
| Samedi 12 octobre 2019 |                           |          |                       |           |
| 2                      | Pontefract Collieries (8) | 2 - 0    | Glossop North End (8) | 154       |
| 3                      | Clitheroe (8)             | 0 - 3    | Prescot Cables (8)    | 395       |
| 5                      | Trafford (8)              | 0 - 3    | Runcorn Linnets (8)   | 0         |
| 6                      | Ramsbottom United (8)     | 1 - 3    | Colne (8)             | 375       |
| 7                      | Worksop Town (8)          | 2 - 1    | Kendal Town (8)       | 410       |
| 8                      | Cleethorpes Town (8)      | 2 - 4    | Mossley (8)           | 0         |
| 9                      | Dunston (8)               | 3 - 2    | Ossett United (8)     | 0         |
| 10                     | Droylsden (8)             | 1 - 1    | Workington AFC (8)    | 199       |
| 11                     | Soham Town Rangers (8)    | 3 - 0    | Bury Town (8)         | 217       |
| 12                     | Sutton Coldfield Town (8) | 2 - 1    | Yaxley (8)            | 240       |
| 13                     | Newcastle Town (8)        | 2 - 5    | Leek Town (8)         | 334       |
| 14                     | Evesham United (8)        | 1 - 1    | Halesowen Town (8)    | 0         |
| 15                     | Chasetown (8)             | 3 - 0    | Coleshill Town (8)    | 232       |
| 16                     | Belper Town (8)           | 0 - 3    | Stamford (8)          | 437       |
| 17                     | Histon (8)                | 0 - 0    | Corby Town (8)        | 213       |
| 19                     | Kidsgrove Athletic (8)    | 1 - 0    | Wisbech Town (8)      | 155       |
| 20                     | Carlton Town (8)          | 3 - 2    | Bedford Town (8)      | 0         |
| 21                     | Bedworth United (8)       | 3 - 1    | Ilkeston Town (8)     | 0         |
| 22                     | Staines Town (8)          | 0 - 2    | Heybridge Swifts (8)  | 0         |
| 23                     | Aylesbury United (8)      | 2 - 2    | Sevenoaks Town (8)    | 134       |
| 24                     | Grays Athletic (8)        | 00 - 3   | Bedfont Sports (8)    | 0         |
| 25                     | Whitehawk (8)             | 2 - 1    | Romford (8)           | 267       |
| 26                     | Whitstable Town (8)       | 2 - 2    | Ware (8)              | 282       |
| 27                     | Hanwell Town (8)          | 2 - 4    | AFC Dunstable (8)     | 0         |
| 28                     | Brentwood Town (8)        | 2 - 3    | Basildon United (8)   | 159       |
| 29                     | Sittingbourne (8)         | 1 - 0    | South Park (8)        | 157       |
| 30                     | Chipstead (8)             | 2 - 1    | FC Romania (8)        | 74        |
| 31                     | VCD Athletic (8)          | 1 - 4    | AFC Sudbury (8)       | 0         |
| 32                     | Great Wakering Rovers (8) | 3 - 5    | Westfield (8)         | 71        |
| 33                     | Uxbridge (8)              | 4 - 1    | Northwood (8)         | 90        |

| Match                    | Équipe 1                | Résultat | Équipe 2                     | Affluence |
| ------------------------ | ----------------------- | -------- | ---------------------------- | --------- |
| 35                       | Berkhamsted (8)         | 5 - 0    | Herne Bay (8)                | 179       |
| 36                       | Whyteleafe (8)          | 1 - 3    | Tooting & Mitcham United (8) | 174       |
| 37                       | Burgess Hill Town (8)   | 0 - 2    | Phoenix Sports (8)           | 235       |
| 38                       | Barton Rovers (8)       | 4 - 2    | Chichester City (8)          | 95        |
| 39                       | Ashford United (8)      | 2 - 2    | Witham Town (8)              | 252       |
| 40                       | Barking (8)             | 2 - 1    | Guernsey (8)                 | 118       |
| 41                       | Hythe Town (8)          | 1 - 2    | Hastings United (8)          | 366       |
| 42                       | Maldon & Tiptree (8)    | 5 - 2    | Cray Valley Paper Mills (8)  | 156       |
| 43                       | Tilbury (8)             | 6 - 2    | Waltham Abbey (8)            | 80        |
| 44                       | Ashford Town (8)        | 2 - 2    | Canvey Island (8)            | 0         |
| 45                       | Haywards Heath Town (8) | 2 - 1    | Bracknell Town (8)           | 96        |
| 46                       | Marlow (8)              | 1 - 0    | Chertsey Town (8)            | 202       |
| 47                       | Highworth Town (8)      | 1 - 1    | Cinderford Town (8)          | 0         |
| 48                       | Barnstaple Town (8)     | 1 - 3    | Thatcham Town (8)            | 0         |
| 49                       | Paulton Rovers (8)      | 0 - 3    | Willand Rovers (8)           | 0         |
| 50                       | Slimbridge (8)          | 0 - 1    | AFC Totton (8)               | 87        |
| 51                       | Melksham Town (8)       | 2 - 0    | Wantage Town (8)             | 0         |
| 52                       | Frome Town (8)          | 2 - 1    | Bideford (8)                 | 252       |
| 53                       | Didcot Town (8)         | 0 - 2    | Larkhall Athletic (8)        | 252       |
| 54                       | Cirencester Town (8)    | 2 - 3    | Basingstoke Town (8)         | 0         |
| 56                       | Sholing (8)             | 2 - 1    | Bristol Manor Farm (8)       | 112       |
| Dimanche 13 octobre 2019 |                         |          |                              |           |
| 4                        | Pickering Town (8)      | 1 - 1    | Stocksbridge Park Steels (8) | 0         |
| 18                       | Cambridge City (8)      | 2 - 1    | Market Drayton Town (8)      | 0         |
| Mardi 15 octobre 2019    |                         |          |                              |           |
| 1                        | Tadcaster Albion (8)    | 1 - 2    | Brighouse Town (8)           | 0         |
| 34                       | East Grinstead Town (8) | 0 - 5    | Aveley (8)                   | 73        |
| 55                       | Winchester City (8)     | 3 - 3    | Thame United (8)             | 98        |
| Mercredi 6 novembre 2019 |                         |          |                              |           |
| 24                       | Grays Athletic (8)      | 0 - 1    | Bedfont Sports (8)           | 111       |

#### Matchs rejoués
| Match                 | Équipe 1                     | Résultat    | Équipe 2             | Affluence |
| --------------------- | ---------------------------- | ----------- | -------------------- | --------- |
| Mardi 15 octobre 2019 |                              |             |                      |           |
| 4R                    | Stocksbridge Park Steels (8) | 1 - 3 a. p. | Pickering Town (8)   | 0         |
| 10R                   | Workington AFC (8)           | 3 - 1       | Droylsden (8)        | 401       |
| 14R                   | Halesowen Town (8)           | 3 - 0       | Evesham United (8)   | 389       |
| 23R                   | Sevenoaks Town (8)           | 2 - 4       | Aylesbury United (8) | 145       |
| 26R                   | Ware (8)                     | 1 - 0 a. p. | Whitstable Town (8)  | 145       |
| 39R                   | Witham Town (8)              | 0 - 2 a. p. | Ashford United (8)   | 104       |

| Match                    | Équipe 1            | Résultat | Équipe 2            | Affluence |
| ------------------------ | ------------------- | -------- | ------------------- | --------- |
| 44R                      | Canvey Island (8)   | 5 - 0    | Ashford Town (8)    | 0         |
| 47R                      | Cinderford Town (8) | 2 - 1    | Highworth Town (8)  | 0         |
| Mercredi 16 octobre 2019 |                     |          |                     |           |
| 17R                      | Corby Town (8)      | 4 - 1    | Histon (8)          | 290       |
| Mardi 22 octobre 2019    |                     |          |                     |           |
| 55R                      | Thame United (8)    | 5 - 3    | Winchester City (8) | 102       |

### Premier tour de qualification
| Match                    | Équipe 1                   | Résultat | Équipe 2                     | Affluence |
| ------------------------ | -------------------------- | -------- | ---------------------------- | --------- |
| Vendredi 25 octobre 2019 |                            |          |                              |           |
| 22                       | Cambridge City (8)         | 0 - 3    | Needham Market (7)           | 163       |
| Samedi 26 octobre 2019   |                            |          |                              |           |
| 1                        | Buxton (7)                 | 3 - 2    | Hyde United (7)              | 360       |
| 4                        | Lancaster City (7)         | 1 - 0    | Witton Albion (7)            | 288       |
| 7                        | Morpeth Town (7)           | 6 - 1    | Cleethorpes Town (8)         | 502       |
| 10                       | Warrington Town (7)        | 0 - 1    | Ashton United (7)            | 327       |
| 15                       | Redditch United (7)        | 4 - 2    | Corby Town (8)               | 200       |
| 16                       | AFC Rushden & Diamonds (7) | 0 - 0    | Banbury United (7)           | 315       |
| 21                       | Biggleswade Town (7)       | 2 - 1    | Bedworth United (8)          | 126       |
| 24                       | Lowestoft Town (7)         | 2 - 4    | Coalville Town (7)           | 264       |
| 25                       | Basford United (7)         | 3 - 0    | Mickleover Sports (7)        | 352       |
| 26                       | St. Ives Town (7)          | 0 - 0    | Soham Town Rangers (8)       | 231       |
| 27                       | Grantham Town (7)          | 5 - 3    | Rushall Olympic (7)          | 215       |
| 28                       | Tamworth (7)               | 4 - 0    | Leiston (7)                  | 385       |
| 29                       | Sutton Coldfield Town (8)  | 2 - 1    | Stafford Rangers (7)         | 196       |
| 32                       | Folkestone Invicta (7)     | 2 - 0    | Lewes (7)                    | 332       |
| 33                       | AFC Sudbury (8)            | 2 - 0    | Harrow Borough (7)           | 148       |
| 34                       | Haywards Heath Town (8)    | 3 - 1    | Aylesbury United (8)         | 109       |
| 35                       | Carshalton Athletic (7)    | 3 - 1    | Merstham (7)                 | 286       |
| 36                       | Uxbridge (8)               | 1 - 3    | Bognor Regis Town (7)        | 136       |
| 37                       | Westfield (8)              | 1 - 0    | Beaconsfield Town (7)        | 75        |
| 39                       | Ashford United (8)         | 1 - 2    | Barton Rovers (8)            | 201       |
| 40                       | Hornchurch (7)             | 3 - 1    | Berkhamsted (8)              | 133       |
| 41                       | Haringey Borough (7)       | 3 - 0    | Horsham (7)                  | 285       |
| 42                       | Maldon & Tiptree (8)       | 3 - 0    | Cray Wanderers (7)           | 145       |
| 43                       | Bishop's Stortford (7)     | 1 - 1    | Enfield Town (7)             | 317       |
| 44                       | Heybridge Swifts (8)       | 1 - 2    | Potters Bar Town (7)         | 178       |
| 45                       | Brightlingsea Regent (7)   | 1 - 2    | Royston Town (7)             | 121       |
| 46                       | Metropolitan Police (7)    | 4 - 3    | Tilbury (8)                  | 104       |
| 47                       | Leatherhead (7)            | 3 - 0    | Ware (8)                     | 225       |
| 48                       | Aveley (8)                 | 3 - 0    | Bowers & Pitsea (7)          | 127       |
| 49                       | Sittingbourne (8)          | 0 - 1    | Tooting & Mitcham United (8) | 180       |
| 50                       | Chipstead (8)              | 3 - 3    | Canvey Island (8)            | 87        |
| 51                       | Whitehawk (8)              | 4 - 1    | Hendon (7)                   | 207       |
| 52                       | Barking (8)                | 0 - 0    | Margate (7)                  | 110       |
| 53                       | Wingate & Finchley (7)     | 1 - 1    | Hayes & Yeading United (7)   | 126       |
| 54                       | Kingstonian (7)            | 4 - 2    | Corinthian-Casuals (7)       | 417       |
| 55                       | AFC Dunstable (8)          | 0 - 4    | Hastings United (8)          | 112       |
| 56                       | Phoenix Sports (8)         | 3 - 5    | Kings Langley (7)            | 90        |

| Match                    | Équipe 1                | Résultat    | Équipe 2                    | Affluence |
| ------------------------ | ----------------------- | ----------- | --------------------------- | --------- |
| 57                       | Cheshunt (7)            | 1 - 2       | East Thurrock United (7)    | 115       |
| 58                       | Basildon United (8)     | 5 - 3       | Chesham United (7)          | 96        |
| 59                       | Worthing (7)            | 2 - 1       | Walton Casuals (7)          | 356       |
| 61                       | Melksham Town (8)       | 1 - 0       | Basingstoke Town (8)        | 206       |
| 64                       | Thame United (8)        | 1 - 2       | Frome Town (8)              | 74        |
| 65                       | Marlow (8)              | 0 - 0       | Sholing (8)                 | 110       |
| 66                       | Salisbury (7)           | 3 - 3       | Dorchester Town (7)         | 342       |
| 68                       | Wimborne Town (7)       | 2 - 2       | Taunton Town (7)            | 232       |
| 70                       | Gosport Borough (7)     | 3 - 1       | Farnborough (7)             | 234       |
| 71                       | AFC Totton (8)          | 3 - 2 a. p. | Weston-super-Mare (7)       | 148       |
| Lundi 28 octobre 2019    |                         |             |                             |           |
| 13                       | Kidsgrove Athletic (8)  | 0 - 1       | Colne (8)                   | 133       |
| Mardi 29 octobre 2019    |                         |             |                             |           |
| 2                        | Prescot Cables (8)      | 0 - 0       | Pickering Town (8)          | 205       |
| 3                        | Whitby Town (7)         | 4 - 1       | Worksop Town (8)            | 443       |
| 5                        | Nantwich Town (7)       | 2 - 1       | Bamber Bridge (7)           | 243       |
| 6                        | Atherton Collieries (7) | 3 - 2       | Scarborough Athletic (7)    | 0         |
| 8                        | Runcorn Linnets (8)     | 5 - 3       | Pontefract Collieries (8)   | 0         |
| 11                       | Dunston (8)             | 0 - 4       | Gainsborough Trinity (7)    | 0         |
| 12                       | Radcliffe (7)           | 0 - 2       | FC United of Manchester (7) | 0         |
| 14                       | Stalybridge Celtic (7)  | 0 - 2       | South Shields (7)           | 0         |
| 17                       | Leek Town (8)           | 2 - 0       | Chasetown (8)               | 0         |
| 18                       | Halesowen Town (8)      | 2 - 2       | Stamford (8)                | 306       |
| 19                       | Stourbridge (7)         | 2 - 1       | Nuneaton Borough (7)        | 423       |
| 20                       | Peterborough Sports (7) | 1 - 0       | Alvechurch (7)              | 0         |
| 30                       | Stratford Town (7)      | 1 - 2       | Hednesford Town (7)         | 0         |
| 31                       | Bromsgrove Sporting (7) | 2 - 7       | Barwell (7)                 | 0         |
| 60                       | Yate Town (7)           | 3 - 3       | Tiverton Town (7)           | 0         |
| 63                       | Poole Town (7)          | 0 - 1       | Hartley Wintney (7)         | 0         |
| 67                       | Paulton Rovers (8)      | 1 - 1       | Larkhall Athletic (8)       | 0         |
| 69                       | Swindon Supermarine (7) | 1 - 4       | Thatcham Town (8)           | 0         |
| 72                       | Cinderford Town (8)     | 2 - 2       | Merthyr Town (7)            | 0         |
| Mercredi 30 octobre 2019 |                         |             |                             |           |
| 23                       | Carlton Town (8)        | 1 - 2       | Matlock Town (7)            | 0         |
| Mardi 5 novembre 2019    |                         |             |                             |           |
| 9                        | Tadcaster Albion (8)    | 0 - 1       | Workington AFC (8)          | 0         |
| 62                       | Truro City (7)          | 1 - 1       | Blackfield & Langley (7)    | 0         |
| Samedi 9 novembre 2019   |                         |             |                             |           |
| 38                       | Hitchin Town (7)        | 1 - 1       | Bedfont Sports (8)          | 0         |

#### Matchs rejoués
| Match                 | Équipe 1                   | Résultat    | Équipe 2               | Affluence |
| --------------------- | -------------------------- | ----------- | ---------------------- | --------- |
| Mardi 29 octobre 2019 |                            |             |                        |           |
| 16R                   | AFC Rushden & Diamonds (7) | 1 - 2       | Banbury United (7)     | 0         |
| 26R                   | Soham Town Rangers (8)     | 3 - 0       | St. Ives Town (7)      | 202       |
| 43R                   | Enfield Town (7)           | 4 - 2 a. p. | Bishop's Stortford (7) | 0         |
| 50R                   | Canvey Island (8)          | 2 - 1       | Chipstead (8)          | 151       |
| 52R                   | Margate (7)                | 2 - 0       | Barking (8)            | 159       |
| 53R                   | Hayes & Yeading United (7) | 2 - 1       | Wingate & Finchley (7) | 126       |
| 65R                   | Sholing (8)                | 2 - 0       | Marlow (8)             | 0         |
| 66R                   | Dorchester Town (7)        | 0 - 3       | Salisbury (7)          | 0         |
| 68R                   | Taunton Town (7)           | 4 - 1       | Wimborne Town (7)      | 0         |

| Match                    | Équipe 1                 | Résultat               | Équipe 2            | Affluence |
| ------------------------ | ------------------------ | ---------------------- | ------------------- | --------- |
| Mardi 5 novembre 2019    |                          |                        |                     |           |
| 2R                       | Pickering Town (8)       | 0 - 3                  | Prescot Cables (8)  | 0         |
| 18R                      | Stamford (8)             | 0 - 3                  | Halesowen Town (8)  | 183       |
| 72R                      | Merthyr Town (7)         | 4 - 5 a. p.            | Cinderford Town (8) | 0         |
| Mercredi 6 novembre 2019 |                          |                        |                     |           |
| 60R                      | Tiverton Town (7)        | 3 - 3 (1 - 4 t. a. b.) | Yate Town (7)       | 0         |
| 67R                      | Larkhall Athletic (8)    | 1 - 3                  | Paulton Rovers (8)  | 0         |
| Samedi 9 novembre 2019   |                          |                        |                     |           |
| 62R                      | Blackfield & Langley (7) | 3 - 1                  | Truro City (7)      | 0         |
| Mardi 12 novembre 2019   |                          |                        |                     |           |
| 38R                      | Bedfont Sports (8)       | 1 - 1 (5 - 4 t. a. b.) | Hitchin Town (7)    | 71        |

### Deuxième tour de qualification
| Match                  | Équipe 1                    | Résultat | Équipe 2                     | Affluence |
| ---------------------- | --------------------------- | -------- | ---------------------------- | --------- |
| Samedi 9 novembre 2019 |                             |          |                              |           |
| 1                      | Halesowen Town (8)          | 2 - 1    | Grantham Town (7)            | 493       |
| 2                      | Matlock Town (7)            | 1 - 0    | Ashton United (7)            | 0         |
| 3                      | Atherton Collieries (7)     | 2 - 1    | Morpeth Town (7)             | 0         |
| 4                      | Sutton Coldfield Town (8)   | 1 - 5    | Hednesford Town (7)          | 0         |
| 5                      | Peterborough Sports (7)     | 2 - 0    | Whitby Town (7)              | 202       |
| 6                      | South Shields (7)           | 4- 0     | AFC Rushden & Diamonds (7)   | 934       |
| 8                      | Colne (8)                   | 3 - 1    | Buxton (7)                   | 0         |
| 9                      | Runcorn Linnets (8)         | 1 - 1    | Prescot Cables (8)           | 0         |
| 10                     | FC United of Manchester (7) | 3 - 1    | Basford United (7)           | 0         |
| 12                     | Leek Town (8)               | 1 - 3    | Workington AFC (8)           | 321       |
| 13                     | Tamworth (7)                | 3 - 5    | Gainsborough Trinity (7)     | 515       |
| 15                     | Margate (7)                 | 0 - 3    | Tooting & Mitcham United (8) | 312       |
| 16                     | Haringey Borough (7)        | 2 - 1    | Canvey Island (8)            | 0         |
| 17                     | Yate Town (7)               | 6 - 3    | AFC Totton (8)               | 230       |
| 18                     | Royston Town (7)            | 7 - 0    | Haywards Heath Town (8)      | 225       |
| 19                     | Bognor Regis Town (7)       | 3 - 1    | East Thurrock United (7)     | 302       |
| 20                     | Westfield (8)               | 1 - 1    | Hartley Wintney (7)          | 122       |
| 21                     | Basildon United (8)         | 1 - 6    | Hornchurch (7)               | 163       |
| 22                     | Taunton Town (7)            | 3 - 3    | Aveley (8)                   | 474       |

| Match                     | Équipe 1                   | Résultat | Équipe 2               | Affluence |
| ------------------------- | -------------------------- | -------- | ---------------------- | --------- |
| 23                        | Worthing (7)               | 1 - 4    | AFC Sudbury (8)        | 0         |
| 24                        | Hastings United (8)        | 2 - 2    | Whitehawk (8)          | 470       |
| 29                        | Salisbury (7)              | 2 - 1    | Kings Langley (7)      | 0         |
| 32                        | Enfield Town (7)           | 5 - 0    | Thatcham Town (8)      | 0         |
| 33                        | Gosport Borough (7)        | 4 - 2    | Melksham Town (8)      | 0         |
| 34                        | Cinderford Town (8)        | 1 - 0    | Potters Bar Town (7)   | 0         |
| 35                        | Needham Market (7)         | 1 - 2    | Leatherhead (7)        | 203       |
| 36                        | Metropolitan Police (7)    | 2 - 2    | Biggleswade Town (7)   | 0         |
| Mardi 12 novembre 2019    |                            |          |                        |           |
| 7                         | Barwell (7)                | 3 - 3    | Redditch United (7)    | 129       |
| 11                        | Nantwich Town (7)          | 0 - 1    | Coalville Town (7)     | 208       |
| 14                        | Stourbridge (7)            | 2 - 2    | Lancaster City (7)     | 0         |
| 25                        | Carshalton Athletic (7)    | 5 - 3    | Frome Town (8)         | 197       |
| 26                        | Sholing (8)                | 2 - 1    | Barton Rovers (8)      | 116       |
| Mercredi 13 novembre 2019 |                            |          |                        |           |
| 27                        | Blackfield & Langley (7)   | 0 - 3    | Kingstonian (7)        | 0         |
| 28                        | Maldon & Tiptree (8)       | 4 - 3    | Folkestone Invicta (7) | 196       |
| 30                        | Hayes & Yeading United (7) | 4 - 2    | Soham Town Rangers (8) | 0         |
| Mardi 19 novembre 2019    |                            |          |                        |           |
| 31                        | Bedfont Sports (8)         | 0 - 5    | Paulton Rovers (8)     | 0         |

#### Matchs rejoués
| Match                  | Équipe 1            | Résultat | Équipe 2            | Affluence |
| ---------------------- | ------------------- | -------- | ------------------- | --------- |
| Lundi 11 novembre 2019 |                     |          |                     |           |
| 22R                    | Aveley (8)          | 2 - 1    | Taunton Town (7)    | 167       |
| Mardi 12 novembre 2019 |                     |          |                     |           |
| 9R                     | Prescot Cables (8)  | 1 - 2    | Runcorn Linnets (8) | 452       |
| 20R                    | Hartley Wintney (7) | 2 - 1    | Westfield (8)       | 153       |
| 24R                    | Whitehawk (8)       | 1 - 2    | Hastings United (8) | 157       |

| Match                   | Équipe 1             | Résultat | Équipe 2                | Affluence |
| ----------------------- | -------------------- | -------- | ----------------------- | --------- |
| Mardi 19 novembre 2019  |                      |          |                         |           |
| 7R                      | Redditch United (7)  | 3 - 2    | Barwell (7)             | 0         |
| 36R                     | Biggleswade Town (7) | 1 - 0    | Metropolitan Police (7) | 0         |
| Samedi 23 novembre 2019 |                      |          |                         |           |
| 14R                     | Lancaster City (7)   | 1 - 2    | Stourbridge (7)         | 0         |

### Troisième tour de qualification
| Match                   | Équipe 1                | Résultat | Équipe 2                    | Affluence |
| ----------------------- | ----------------------- | -------- | --------------------------- | --------- |
| Samedi 23 novembre 2019 |                         |          |                             |           |
| 1                       | Curzon Ashton (6)       | 3 - 0    | Kidderminster Harriers (6)  | 0         |
| 2                       | York City (6)           | 0 - 1    | Altrincham (6)              | 974       |
| 3                       | Workington AFC (8)      | 0 - 1    | Farsley Celtic (6)          | 461       |
| 4                       | Hednesford Town (7)     | 2 - 1    | Coalville Town (7)          | 0         |
| 5                       | Runcorn Linnets (8)     | 0 - 3    | FC United of Manchester (7) | 962       |
| 6                       | Darlington (6)          | 2 - 1    | Gainsborough Trinity (7)    | 0         |
| 8                       | Blyth Spartans (6)      | 1 - 1    | Alfreton Town (6)           | 526       |
| 9                       | Brackley Town (6)       | 0 - 1    | Chester (6)                 | 334       |
| 11                      | Guiseley (6)            | 0 - 4    | AFC Telford United (6)      | 0         |
| 12                      | Matlock Town (7)        | 2 - 0    | Redditch United (7)         | 0         |
| 13                      | Colne (8)               | 2 - 3    | Southport (6)               | 0         |
| 14                      | King's Lynn Town (6)    | 0 - 0    | Hereford (6)                | 846       |
| 15                      | Atherton Collieries (7) | 1 - 0    | Boston United (6)           | 303       |
| 16                      | Peterborough Sports (7) | 0 - 3    | Kettering Town (6)          | 436       |
| 17                      | Halesowen Town (8)      | 1 - 0    | Gateshead (6)               | 546       |
| 18                      | Leamington (6)          | 2 - 1    | Spennymoor Town (6)         | 275       |
| 19                      | Dulwich Hamlet (6)      | 2 - 2    | Chippenham Town (6)         | 972       |
| 20                      | Bath City (6)           | 0 - 0    | Gosport Borough (7)         | 528       |
| 22                      | Tonbridge Angels (6)    | 2 - 1    | Bognor Regis Town (7)       | 457       |
| 23                      | Weymouth (6)            | 1 - 0    | Hastings United (8)         | 734       |
| 24                      | Chelmsford City (6)     | 2 - 1    | Hungerford Town (6)         | 361       |

| Match                     | Équipe 1                   | Résultat | Équipe 2                       | Affluence |
| ------------------------- | -------------------------- | -------- | ------------------------------ | --------- |
| 25                        | Havant & Waterlooville (6) | 3 - 1    | Cinderford Town (8)            | 0         |
| 26                        | Carshalton Athletic (7)    | 2 - 1    | Tooting & Mitcham United (8)   | 466       |
| 27                        | Enfield Town (7)           | 4 - 3    | Maldon & Tiptree (8)           | 0         |
| 28                        | Braintree Town (6)         | 1 - 2    | Yate Town (7)                  | 0         |
| 29                        | Biggleswade Town (7)       | 1 - 4    | Aveley (8)                     | 0         |
| 30                        | Kingstonian (7)            | 2 - 1    | AFC Sudbury (8)                | 294       |
| 31                        | Eastbourne Borough (6)     | 3 - 1    | Hartley Wintney (7)            | 0         |
| 32                        | Leatherhead (7)            | 0 - 3    | Dorking Wanderers (6)          | 599       |
| 33                        | Concord Rangers (6)        | 0 - 0    | Slough Town (6)                | 0         |
| 34                        | Maidstone United (6)       | 2 - 2    | Dartford (6)                   | 1 255     |
| 35                        | Haringey Borough (7)       | 1 - 4    | Hemel Hempstead Town (6)       | 0         |
| 36                        | Wealdstone (6)             | 2 - 3    | Royston Town (7)               | 396       |
| 37                        | Oxford City (6)            | 1 - 1    | Hornchurch (7)                 | 228       |
| 39                        | Welling United (6)         | 3 - 1    | St. Albans City (6)            | 337       |
| 40                        | Salisbury (7)              | 4 - 3    | Hayes & Yeading United (7)     | 0         |
| Dimanche 24 novembre 2019 |                            |          |                                |           |
| 7                         | Gloucester City (6)        | 0 - 2    | Bradford (Park Avenue) AFC (6) | 251       |
| Mardi 26 novembre 2019    |                            |          |                                |           |
| 10                        | Stourbridge (7)            | 1 - 1    | South Shields (7)              | 356       |
| 38                        | Billericay Town (6)        | 1 - 2    | Hampton & Richmond Borough (6) | 353       |
| Mardi 3 décembre 2019     |                            |          |                                |           |
| 21                        | Sholing (8)                | 0 - 0    | Paulton Rovers (8)             | 0         |

#### Matchs rejoués
| Match                  | Équipe 1            | Résultat               | Équipe 2             | Affluence |
| ---------------------- | ------------------- | ---------------------- | -------------------- | --------- |
| Mardi 26 novembre 2019 |                     |                        |                      |           |
| 14R                    | Hereford (6)        | 0 - 3                  | King's Lynn Town (6) | 715       |
| 19R                    | Chippenham Town (6) | 1 - 2                  | Dulwich Hamlet (6)   | 245       |
| 33R                    | Slough Town (6)     | 2 - 3                  | Concord Rangers (6)  | 0         |
| 34R                    | Dartford (6)        | 0 - 1                  | Maidstone United (6) | 701       |
| 37R                    | Hornchurch (7)      | 4 - 4 (4 - 1 t. a. b.) | Oxford City (6)      | 0         |

| Match                     | Équipe 1            | Résultat    | Équipe 2           | Affluence |
| ------------------------- | ------------------- | ----------- | ------------------ | --------- |
| Mercredi 27 novembre 2019 |                     |             |                    |           |
| 20R                       | Gosport Borough (7) | 2 - 3 a. p. | Bath City (6)      | 0         |
| Mardi 3 décembre 2019     |                     |             |                    |           |
| 8R                        | Alfreton Town (6)   | 1 - 3       | Blyth Spartans (6) | 165       |
| 10R                       | South Shields (7)   | 4 - 0       | Stourbridge (7)    | 0         |
| Samedi 14 décembre 2019   |                     |             |                    |           |
| 21R                       | Paulton Rovers (8)  | 1 - 2       | Sholing (8)        | 136       |

### Premier tour (1/32 de finale)
| Match 1                | Solihull Moors (5)          | 2 - 2   | Darlington (6)             |                                                                                |                                                                                |
| 14 décembre 2019 16h00 | Sam Jones 39e · Beesley 61e | (1 - 1) | 21e Hatfield · 85e Lambert | SportNation.bet Stadium, Solihull Spectateurs : 500 Arbitrage : Michael Barlow | SportNation.bet Stadium, Solihull Spectateurs : 500 Arbitrage : Michael Barlow |
| 14 décembre 2019 16h00 | Rapport                     |         |                            | SportNation.bet Stadium, Solihull Spectateurs : 500 Arbitrage : Michael Barlow | SportNation.bet Stadium, Solihull Spectateurs : 500 Arbitrage : Michael Barlow |

| Match 2                | South Shields (7)         | 2 - 2   | Southport (6)                  |                                                                            |                                                                            |
| 14 décembre 2019 16h00 | Brown 66e · Gilchrist 73e | (0 - 1) | 14e Sampson · 81e Raul Correia | Mariners Park, South Shields Spectateurs : 776 Arbitrage : Aaron Bannister | Mariners Park, South Shields Spectateurs : 776 Arbitrage : Aaron Bannister |
| 14 décembre 2019 16h00 | Rapport                   |         |                                | Mariners Park, South Shields Spectateurs : 776 Arbitrage : Aaron Bannister | Mariners Park, South Shields Spectateurs : 776 Arbitrage : Aaron Bannister |

| Match 3                | Bradford (Park Avenue) AFC (6) | 2 - 2   | Halesowen Town (8)             |                                                                          |                                                                          |
| 14 décembre 2019 16h00 | Knight 19e · Lowe 83e          | (1 - 1) | 22e Evans · 75e (pen.) Sammons | Horsfall Stadium, Bradford Spectateurs : 285 Arbitrage : Matthew Corlett | Horsfall Stadium, Bradford Spectateurs : 285 Arbitrage : Matthew Corlett |
| 14 décembre 2019 16h00 | Rapport                        |         |                                | Horsfall Stadium, Bradford Spectateurs : 285 Arbitrage : Matthew Corlett | Horsfall Stadium, Bradford Spectateurs : 285 Arbitrage : Matthew Corlett |

| Match 4                | Harrogate Town AFC (5)                     | 3 - 2   | Hartlepool United (5)          |                                                                    |                                                                    |
| 14 décembre 2019 16h00 | Kioso 77e (csc) · Hall 86e · Kiernan 90+3e | (0 - 2) | 10e Hamilton · 45+2e Donaldson | CNG Stadium, Harrogate Spectateurs : 803 Arbitrage : Andrew Miller | CNG Stadium, Harrogate Spectateurs : 803 Arbitrage : Andrew Miller |
| 14 décembre 2019 16h00 | Rapport                                    |         |                                | CNG Stadium, Harrogate Spectateurs : 803 Arbitrage : Andrew Miller | CNG Stadium, Harrogate Spectateurs : 803 Arbitrage : Andrew Miller |

| Match 5                | Stockport County (5)                                 | 4 - 2   | Blyth Spartans (6)       |                                                                        |                                                                        |
| 14 décembre 2019 16h00 | Palmer 30e · Thomas 66e · Walker 76e · Minihan 90+3e | (1 - 1) | 39e Hawkins · 78e Hunter | Edgeley Park, Stockport Spectateurs : 1 436 Arbitrage : Thomas Parsons | Edgeley Park, Stockport Spectateurs : 1 436 Arbitrage : Thomas Parsons |
| 14 décembre 2019 16h00 | Rapport                                              |         |                          | Edgeley Park, Stockport Spectateurs : 1 436 Arbitrage : Thomas Parsons | Edgeley Park, Stockport Spectateurs : 1 436 Arbitrage : Thomas Parsons |

| Match 6                | Chesterfield (5) | 0 - 1   | Notts County (5) |                                                                           |                                                                           |
| 14 décembre 2019 14h00 |                  | (0 - 0) | 72e Dennis       | Proact Stadium, Chesterfield Spectateurs : 931 Arbitrage : Samuel Barrott | Proact Stadium, Chesterfield Spectateurs : 931 Arbitrage : Samuel Barrott |
| 14 décembre 2019 14h00 | Rapport          |         |                  | Proact Stadium, Chesterfield Spectateurs : 931 Arbitrage : Samuel Barrott | Proact Stadium, Chesterfield Spectateurs : 931 Arbitrage : Samuel Barrott |

| Match 7                | Hednesford Town (7) | 0 - 0   | Chester (6) |                                                                 |                                                                 |
| 14 décembre 2019 16h00 |                     | (0 - 0) |             | Keys Park, Hednesford Spectateurs : 565 Arbitrage : Ross Martin | Keys Park, Hednesford Spectateurs : 565 Arbitrage : Ross Martin |
| 14 décembre 2019 16h00 | Rapport             |         |             | Keys Park, Hednesford Spectateurs : 565 Arbitrage : Ross Martin | Keys Park, Hednesford Spectateurs : 565 Arbitrage : Ross Martin |

| Match 8                | FC Halifax Town (5)                       | 4 - 0   | Wrexham (5)  |                                                          |                                                          |
| 14 décembre 2019 16h00 | Maher 8e · Redshaw 47e 56e · Williams 88e | (1 - 0) |              | The Shay, Halifax Spectateurs : 752 Arbitrage : Joe Hull | The Shay, Halifax Spectateurs : 752 Arbitrage : Joe Hull |
| 14 décembre 2019 16h00 |                                           | Rapport | 65e McIntosh | The Shay, Halifax Spectateurs : 752 Arbitrage : Joe Hull | The Shay, Halifax Spectateurs : 752 Arbitrage : Joe Hull |

| Match 10               | Farsley Celtic (6)      | 2 - 2   | Altrincham (6) |                                                                       |                                                                       |
| 14 décembre 2019 16h00 | Spencer 17e · Syers 75e | (1 - 1) | 2e 57e Hulme   | Throstle Nest, Farsley Spectateurs : 253 Arbitrage : Richard Aspinall | Throstle Nest, Farsley Spectateurs : 253 Arbitrage : Richard Aspinall |
| 14 décembre 2019 16h00 | Rapport                 |         |                | Throstle Nest, Farsley Spectateurs : 253 Arbitrage : Richard Aspinall | Throstle Nest, Farsley Spectateurs : 253 Arbitrage : Richard Aspinall |

| Match 11               | Matlock Town (7)          | 2 - 2   | Chorley (5)               |                                                                              |                                                                              |
| 14 décembre 2019 16h00 | Harris 46e · Marshall 65e | (0 - 0) | 69e O'Keefe · 85e Holroyd | The Proctor Cars Stadium, Matlock Spectateurs : 400 Arbitrage : Simon Mather | The Proctor Cars Stadium, Matlock Spectateurs : 400 Arbitrage : Simon Mather |
| 14 décembre 2019 16h00 |                           | Rapport | , 84e Smith               | The Proctor Cars Stadium, Matlock Spectateurs : 400 Arbitrage : Simon Mather | The Proctor Cars Stadium, Matlock Spectateurs : 400 Arbitrage : Simon Mather |

| Match 12               | FC United of Manchester (7) | 2 - 1   | Kettering Town (6) |                                                                            |                                                                            |
| 14 décembre 2019 16h00 | Owolabi 23e 79e             | (1 - 0) | 86e Graham         | Broadhurst Park, Manchester Spectateurs : 1 218 Arbitrage : David McNamara | Broadhurst Park, Manchester Spectateurs : 1 218 Arbitrage : David McNamara |
| 14 décembre 2019 16h00 | Rapport                     |         |                    | Broadhurst Park, Manchester Spectateurs : 1 218 Arbitrage : David McNamara | Broadhurst Park, Manchester Spectateurs : 1 218 Arbitrage : David McNamara |

| Match 13               | AFC Fylde (5) | 1 - 0   | Curzon Ashton (6) |                                                             |                                                             |
| 14 décembre 2019 16h00 | Rowe 25e      | (1 - 0) |                   | Mill Farm, Wesham Spectateurs : 483 Arbitrage : Dean Watson | Mill Farm, Wesham Spectateurs : 483 Arbitrage : Dean Watson |
| 14 décembre 2019 16h00 | Rapport       |         |                   | Mill Farm, Wesham Spectateurs : 483 Arbitrage : Dean Watson | Mill Farm, Wesham Spectateurs : 483 Arbitrage : Dean Watson |

| Match 15               | Yeovil Town (5)              | 3 - 1   | Welling United (6) |                                                                |                                                                |
| 14 décembre 2019 16h00 | Duffus 31e 53e · Dagnall 47e | (1 - 0) | 87e Swaine         | Huish Park, Yeovil Spectateurs : 1 554 Arbitrage : Lee Collins | Huish Park, Yeovil Spectateurs : 1 554 Arbitrage : Lee Collins |
| 14 décembre 2019 16h00 | Rapport                      |         |                    | Huish Park, Yeovil Spectateurs : 1 554 Arbitrage : Lee Collins | Huish Park, Yeovil Spectateurs : 1 554 Arbitrage : Lee Collins |

| Match 16               | Hornchurch (7) | 1 - 0   | Dulwich Hamlet (6) |                                                                          |                                                                          |
| 14 décembre 2019 16h00 | Cooper 53e     | (0 - 0) |                    | Hornchurch Stadium, Upminster Spectateurs : 454 Arbitrage : Jack Packman | Hornchurch Stadium, Upminster Spectateurs : 454 Arbitrage : Jack Packman |
| 14 décembre 2019 16h00 | Rapport        |         |                    | Hornchurch Stadium, Upminster Spectateurs : 454 Arbitrage : Jack Packman | Hornchurch Stadium, Upminster Spectateurs : 454 Arbitrage : Jack Packman |

| Match 17               | King's Lynn Town (6)            | 2 - 2 4 - 2 t. a. b.  | Dover Athletic (5)                   |                                                                     |                                                                     |
| 14 décembre 2019 16h00 | Kelly 41e · Jones 90+5e         | (1 - 0, 2 - 2, 2 - 2) | 73e Reason · 79e Lokko               | The Walks, King's Lynn Spectateurs : 776 Arbitrage : Richie Watkins | The Walks, King's Lynn Spectateurs : 776 Arbitrage : Richie Watkins |
| 14 décembre 2019 16h00 | Rapport                         |                       |                                      | The Walks, King's Lynn Spectateurs : 776 Arbitrage : Richie Watkins | The Walks, King's Lynn Spectateurs : 776 Arbitrage : Richie Watkins |
| 14 décembre 2019 16h00 | Marriott · Gash · Jones · Carey | Tirs au but 4 - 2     | Munns · Rigg · Cumberbatch · Jeffrey | The Walks, King's Lynn Spectateurs : 776 Arbitrage : Richie Watkins | The Walks, King's Lynn Spectateurs : 776 Arbitrage : Richie Watkins |

| Match 18               | Carshalton Athletic (7)                                 | 3 - 3   | Aveley (8)                               |                                                                                   |                                                                                   |
| 14 décembre 2019 16h00 | Ottaway 56e · Pattison 81e · Hamilton-Downes 90e (pen.) | (0 - 2) | 15e (pen.) Ngandu · 18e Gibbs · 53e Raad | War Memorial Sports Ground, Carshalton Spectateurs : 349 Arbitrage : Isaac Searle | War Memorial Sports Ground, Carshalton Spectateurs : 349 Arbitrage : Isaac Searle |
| 14 décembre 2019 16h00 | Rapport                                                 |         |                                          | War Memorial Sports Ground, Carshalton Spectateurs : 349 Arbitrage : Isaac Searle | War Memorial Sports Ground, Carshalton Spectateurs : 349 Arbitrage : Isaac Searle |

| Match 19               | Eastleigh (5)                                                                   | 6 - 1   | Yate Town (7) |                                                                        |                                                                        |
| 14 décembre 2019 16h00 | Bearwish 20e · McKnight 22e · Barnes 44e · Rendell 52e · Smart 63e · Seaman 79e | (3 - 0) | 73e Twyman    | Silverlake Stadium, Eastleigh Spectateurs : 353 Arbitrage : Tom Bishop | Silverlake Stadium, Eastleigh Spectateurs : 353 Arbitrage : Tom Bishop |
| 14 décembre 2019 16h00 | Rapport                                                                         |         |               | Silverlake Stadium, Eastleigh Spectateurs : 353 Arbitrage : Tom Bishop | Silverlake Stadium, Eastleigh Spectateurs : 353 Arbitrage : Tom Bishop |

| Match 20               | Tonbridge Angels (6)                 | 2 - 2   | Hampton & Richmond Borough (6) |                                                                       |                                                                       |
| 14 décembre 2019 16h00 | Theobalds 90e (pen.) · Bentley 90+4e | (0 - 2) | 3e Orsi-Dadomo · 36e Ahmidi    | Longmead Stadium, Tonbridge Spectateurs : 412 Arbitrage : Rob Whitton | Longmead Stadium, Tonbridge Spectateurs : 412 Arbitrage : Rob Whitton |
| 14 décembre 2019 16h00 | Rapport                              |         |                                | Longmead Stadium, Tonbridge Spectateurs : 412 Arbitrage : Rob Whitton | Longmead Stadium, Tonbridge Spectateurs : 412 Arbitrage : Rob Whitton |

| Match 21               | Barnet (5)    | 2 - 1   | Weymouth (6) |                                                                        |                                                                        |
| 14 décembre 2019 16h00 | Walker 7e 12e | (2 - 1) | 20e McCarthy | The Hive Stadium, Canons Park Spectateurs : 624 Arbitrage : Carl Brook | The Hive Stadium, Canons Park Spectateurs : 624 Arbitrage : Carl Brook |
| 14 décembre 2019 16h00 | Sparkes , 84e | Rapport |              | The Hive Stadium, Canons Park Spectateurs : 624 Arbitrage : Carl Brook | The Hive Stadium, Canons Park Spectateurs : 624 Arbitrage : Carl Brook |

| Match 23               | Chelmsford City (6)       | 2 - 1   | Havant & Waterlooville (6) |                                                                                           |                                                                                           |
| 14 décembre 2019 16h00 | Knott 16e · Simpson 90+2e | (1 - 0) | 54e Kedwell                | Chelmsford Sport & Athletics Centre, Chelmsford Spectateurs : 386 Arbitrage : Aji Ajibola | Chelmsford Sport & Athletics Centre, Chelmsford Spectateurs : 386 Arbitrage : Aji Ajibola |
| 14 décembre 2019 16h00 | Rapport                   |         |                            | Chelmsford Sport & Athletics Centre, Chelmsford Spectateurs : 386 Arbitrage : Aji Ajibola | Chelmsford Sport & Athletics Centre, Chelmsford Spectateurs : 386 Arbitrage : Aji Ajibola |

| Match 24               | Enfield Town (7) | 0 - 2   | Ebbsfleet United (5) |                                                                               |                                                                               |
| 14 décembre 2019 16h00 |                  | (0 - 2) | 1re Reid · 27e Ugwu  | Queen Elizabeth II Stadium, Enfield Spectateurs : 417 Arbitrage : Paul Howard | Queen Elizabeth II Stadium, Enfield Spectateurs : 417 Arbitrage : Paul Howard |
| 14 décembre 2019 16h00 | Rapport          |         |                      | Queen Elizabeth II Stadium, Enfield Spectateurs : 417 Arbitrage : Paul Howard | Queen Elizabeth II Stadium, Enfield Spectateurs : 417 Arbitrage : Paul Howard |

| Match 25               | Eastbourne (6)       | 2 - 2   | Salisbury (7)                   |                                                                     |                                                                     |
| 14 décembre 2019 16h00 | Cox 77e · Walker 20e | (2 - 2) | 9e Holmes · 45e (csc) Adebowale | Priory Lane, Eastbourne Spectateurs : 371 Arbitrage : Wayne Cartmel | Priory Lane, Eastbourne Spectateurs : 371 Arbitrage : Wayne Cartmel |
| 14 décembre 2019 16h00 | Rapport              |         |                                 | Priory Lane, Eastbourne Spectateurs : 371 Arbitrage : Wayne Cartmel | Priory Lane, Eastbourne Spectateurs : 371 Arbitrage : Wayne Cartmel |

| Match 26               | Maidenhead United (5)                      | 4 - 2   | Hemel Hempstead Town (6) |                                                                    |                                                                    |
| 14 décembre 2019 16h00 | Whitehall 7e · Kelly 36e · Fenelon 72e 74e | (2 - 1) | 24e Essam · 59e Wall     | York Road, Maidenhead Spectateurs : 387 Arbitrage : Daniel Lamport | York Road, Maidenhead Spectateurs : 387 Arbitrage : Daniel Lamport |
| 14 décembre 2019 16h00 | Rapport                                    |         |                          | York Road, Maidenhead Spectateurs : 387 Arbitrage : Daniel Lamport | York Road, Maidenhead Spectateurs : 387 Arbitrage : Daniel Lamport |

| Match 27               | Sutton United (5) | 1 - 1   | Dagenham & Redbridge (5) |                                                                                    |                                                                                    |
| 14 décembre 2019 16h00 | Bugiel 76e        | (0 - 0) | 55e Quigley              | The Knights Community Stadium, Sutton Spectateurs : 429 Arbitrage : Elliot Swallow | The Knights Community Stadium, Sutton Spectateurs : 429 Arbitrage : Elliot Swallow |
| 14 décembre 2019 16h00 | Rapport           |         |                          | The Knights Community Stadium, Sutton Spectateurs : 429 Arbitrage : Elliot Swallow | The Knights Community Stadium, Sutton Spectateurs : 429 Arbitrage : Elliot Swallow |

| Match 28               | Maidstone United (6)       | 2 - 3   | Concord Rangers (6)                    |                                                                         |                                                                         |
| 14 décembre 2019 16h00 | Temelici 14e · McClure 19e | (2 - 1) | 34e Elliott · 82e Reynolds · 86e Green | Gallagher Stadium, Maidstone Spectateurs : 881 Arbitrage : Paul Johnson | Gallagher Stadium, Maidstone Spectateurs : 881 Arbitrage : Paul Johnson |
| 14 décembre 2019 16h00 | Rapport                    |         |                                        | Gallagher Stadium, Maidstone Spectateurs : 881 Arbitrage : Paul Johnson | Gallagher Stadium, Maidstone Spectateurs : 881 Arbitrage : Paul Johnson |

| Match 29               | Torquay United (5)                                | 5 - 1   | Aldershot Town (5) |                                                                 |                                                                 |
| 14 décembre 2019 16h00 | Janneh 7e 82e · Reid 19e (pen.) 68e · Keating 73e | (2 - 0) | 60e Bettamer       | Plainmoor, Torquay Spectateurs : 1 068 Arbitrage : Gary Parsons | Plainmoor, Torquay Spectateurs : 1 068 Arbitrage : Gary Parsons |
| 14 décembre 2019 16h00 | Rapport                                           |         |                    | Plainmoor, Torquay Spectateurs : 1 068 Arbitrage : Gary Parsons | Plainmoor, Torquay Spectateurs : 1 068 Arbitrage : Gary Parsons |

| Match 31               | Dorking Wanderers (6)                 | 3 - 0   | Bromley (5) |                                                                  |                                                                  |
| 14 décembre 2019 16h00 | Barham 33e · Richards 52e · Prior 72e | (1 - 0) |             | Meadowbank, Dorking Spectateurs : 759 Arbitrage : Samuel Allison | Meadowbank, Dorking Spectateurs : 759 Arbitrage : Samuel Allison |
| 14 décembre 2019 16h00 | Rapport                               |         |             | Meadowbank, Dorking Spectateurs : 759 Arbitrage : Samuel Allison | Meadowbank, Dorking Spectateurs : 759 Arbitrage : Samuel Allison |

| Match 32               | Royston Town (7) | 2 - 0   | Boreham Wood (5) |                                                                  |                                                                  |
| 14 décembre 2019 16h00 | Murray 21e 87e   | (1 - 0) |                  | Garden Walk, Royston Spectateurs : 478 Arbitrage : Declan Bourne | Garden Walk, Royston Spectateurs : 478 Arbitrage : Declan Bourne |
| 14 décembre 2019 16h00 |                  | Rapport | 80e Thomas       | Garden Walk, Royston Spectateurs : 478 Arbitrage : Declan Bourne | Garden Walk, Royston Spectateurs : 478 Arbitrage : Declan Bourne |

| Match 22               | Kingstonian (7)                             | 3 - 1   | Woking (5)             |                                                                        |                                                                        |
| 15 décembre 2019 16h00 | Saraiva 25e · Theophanous 66e · Bennett 70e | (1 - 1) | 45e (pen.) Kretzschmar | King George's Field, Tolworth Spectateurs : 655 Arbitrage : Sunny Gill | King George's Field, Tolworth Spectateurs : 655 Arbitrage : Sunny Gill |
| 15 décembre 2019 16h00 | Rapport                                     |         |                        | King George's Field, Tolworth Spectateurs : 655 Arbitrage : Sunny Gill | King George's Field, Tolworth Spectateurs : 655 Arbitrage : Sunny Gill |

| Match 9                | AFC Telford United (6) | 0 - 5   | Leamington (6)                             |                                                                      |                                                                      |
| 17 décembre 2019 20h45 |                        | (0 - 1) | 10e 80e Carline · 57e (pen.) 60e 62e March | New Bucks Head, Telford Spectateurs : 352 Arbitrage : Richard Holmes | New Bucks Head, Telford Spectateurs : 352 Arbitrage : Richard Holmes |
| 17 décembre 2019 20h45 | Calder 29e             | Rapport |                                            | New Bucks Head, Telford Spectateurs : 352 Arbitrage : Richard Holmes | New Bucks Head, Telford Spectateurs : 352 Arbitrage : Richard Holmes |

| Match 14               | Atherton Collieries (7) | 2 - 2   | Barrow AFC (5)           |                                                                         |                                                                         |
| 17 décembre 2019 20h45 | Conway 2e · Baley 64e   | (1 - 0) | 57e Hindle · 77e Penfold | The Skuna Stadium, Atherton Spectateurs : 468 Arbitrage : Aaron Jackson | The Skuna Stadium, Atherton Spectateurs : 468 Arbitrage : Aaron Jackson |
| 17 décembre 2019 20h45 | Bentham , 67e           | Rapport |                          | The Skuna Stadium, Atherton Spectateurs : 468 Arbitrage : Aaron Jackson | The Skuna Stadium, Atherton Spectateurs : 468 Arbitrage : Aaron Jackson |

| Match 30               | Bath City (6)           | 2 - 0   | Sholing (8) |                                                                      |                                                                      |
| 17 décembre 2019 20h45 | Brunt 23e · Watkins 59e | (1 - 0) |             | Twerton Park, Bath Spectateurs : 401 Arbitrage : Robert Massey Ellis | Twerton Park, Bath Spectateurs : 401 Arbitrage : Robert Massey Ellis |
| 17 décembre 2019 20h45 | Rapport                 |         |             | Twerton Park, Bath Spectateurs : 401 Arbitrage : Robert Massey Ellis | Twerton Park, Bath Spectateurs : 401 Arbitrage : Robert Massey Ellis |

#### Matchs rejoués
| Match 18R              | Aveley (8)           | 2 - 0   | Carshalton Athletic (7) |                                                                 |                                                                 |
| 16 décembre 2019 20h45 | Sykes 8e · Gibbs 35e | (2 - 0) |                         | Parkside, Aveley Spectateurs : 186 Arbitrage : Jason Richardson | Parkside, Aveley Spectateurs : 186 Arbitrage : Jason Richardson |
| 16 décembre 2019 20h45 | Rapport              |         |                         | Parkside, Aveley Spectateurs : 186 Arbitrage : Jason Richardson | Parkside, Aveley Spectateurs : 186 Arbitrage : Jason Richardson |

| Match 2R               | Southport (6)                          | 3 - 1   | South Shields (7) |                                                                  |                                                                  |
| 17 décembre 2019 20h45 | Bauress 17e · Astles 72e · Sampson 86e | (1 - 1) | 3e Gilchrist      | Haig Avenue, Southport Spectateurs : 372 Arbitrage : Thomas Kirk | Haig Avenue, Southport Spectateurs : 372 Arbitrage : Thomas Kirk |
| 17 décembre 2019 20h45 | Rapport                                |         |                   | Haig Avenue, Southport Spectateurs : 372 Arbitrage : Thomas Kirk | Haig Avenue, Southport Spectateurs : 372 Arbitrage : Thomas Kirk |

| Match 3R               | Halesowen Town (8) | 2 - 0   | Bradford (Park Avenue) AFC (6) |                                                                     |                                                                     |
| 17 décembre 2019 20h45 | Cobourne 37e 53e   | (1 - 0) |                                | The Grove, Halesowen Spectateurs : 426 Arbitrage : Andrew Humphries | The Grove, Halesowen Spectateurs : 426 Arbitrage : Andrew Humphries |
| 17 décembre 2019 20h45 | Rapport            |         |                                | The Grove, Halesowen Spectateurs : 426 Arbitrage : Andrew Humphries | The Grove, Halesowen Spectateurs : 426 Arbitrage : Andrew Humphries |

| Match 7R               | Chester (6)              | 2 - 1   | Hednesford Town (7) |                                                                      |                                                                      |
| 17 décembre 2019 20h45 | Jackson 16e · Asante 34e | (2 - 0) | 50e Glover          | Deva Stadium, Chester Spectateurs : 613 Arbitrage : Richard Aspinall | Deva Stadium, Chester Spectateurs : 613 Arbitrage : Richard Aspinall |
| 17 décembre 2019 20h45 | Rapport                  |         |                     | Deva Stadium, Chester Spectateurs : 613 Arbitrage : Richard Aspinall | Deva Stadium, Chester Spectateurs : 613 Arbitrage : Richard Aspinall |

| Match 10R              | Altrincham (6) | 1 - 2 a. p.           | Farsley Celtic (6) |                                                                           |                                                                           |
| 17 décembre 2019 20h45 | Hulme 46e      | (0 - 1, 1 - 1, 1 - 2) | 4e 102e Cartman    | J. Davidson Stadium, Altrincham Spectateurs : 536 Arbitrage : Dean Watson | J. Davidson Stadium, Altrincham Spectateurs : 536 Arbitrage : Dean Watson |
| 17 décembre 2019 20h45 | Rapport        |                       |                    | J. Davidson Stadium, Altrincham Spectateurs : 536 Arbitrage : Dean Watson | J. Davidson Stadium, Altrincham Spectateurs : 536 Arbitrage : Dean Watson |

| Match 11R              | Chorley (5)                                         | 2 - 2 3 - 4 t. a. b.  | Matlock Town (7)                             |                                                                     |                                                                     |
| 17 décembre 2019 20h45 | Carver 31e · Holroyd 120e (pen.)                    | (1 - 1, 1 - 1, 1 - 1) | 17e Chilaka · 110e Marshall                  | Victory Park, Chorley Spectateurs : 229 Arbitrage : Steven Copeland | Victory Park, Chorley Spectateurs : 229 Arbitrage : Steven Copeland |
| 17 décembre 2019 20h45 | Rapport                                             |                       |                                              | Victory Park, Chorley Spectateurs : 229 Arbitrage : Steven Copeland | Victory Park, Chorley Spectateurs : 229 Arbitrage : Steven Copeland |
| 17 décembre 2019 20h45 | Carver · Massanka · Meppen-Walter · Newby · Holroyd | Tirs au but 3 - 4     | Marshall · Bramall · Harris · Dean · Sinnott | Victory Park, Chorley Spectateurs : 229 Arbitrage : Steven Copeland | Victory Park, Chorley Spectateurs : 229 Arbitrage : Steven Copeland |

| Match 20R              | Hampton & Richmond Borough (6) | 2 - 0   | Tonbridge Angels (6) |                                                                         |                                                                         |
| 17 décembre 2019 20h45 | Orsi-Dadomo 8e · Donaldson 62e | (1 - 0) |                      | The Beveree Stadium, Hampton Spectateurs : 238 Arbitrage : Dean Skipper | The Beveree Stadium, Hampton Spectateurs : 238 Arbitrage : Dean Skipper |
| 17 décembre 2019 20h45 | Rapport                        |         |                      | The Beveree Stadium, Hampton Spectateurs : 238 Arbitrage : Dean Skipper | The Beveree Stadium, Hampton Spectateurs : 238 Arbitrage : Dean Skipper |

| Match 27R              | Dagenham & Redbridge (5)      | 3 - 2 a. p.           | Sutton United (5)                  |                                                                                  |                                                                                  |
| 17 décembre 2019 20h45 | Luque 52e 107e · Brundle 109e | (0 - 0, 1 - 1, 1 - 2) | 62e (pen.) Beautyman · 102e Bugiel | Chigwell Construction Stadium, Dagenham Spectateurs : 417 Arbitrage : Carl Brook | Chigwell Construction Stadium, Dagenham Spectateurs : 417 Arbitrage : Carl Brook |
| 17 décembre 2019 20h45 | Rapport                       |                       |                                    | Chigwell Construction Stadium, Dagenham Spectateurs : 417 Arbitrage : Carl Brook | Chigwell Construction Stadium, Dagenham Spectateurs : 417 Arbitrage : Carl Brook |

| Match 14R            | Barrow AFC (5)                     | 2 - 0   | Atherton Collieries (7) |                                                                                |                                                                                |
| 7 janvier 2020 20h45 | Hardcastle 35e · Hindle 73e (pen.) | (1 - 0) |                         | Holker Street, Barrow-in-Furness Spectateurs : 861 Arbitrage : Steven Copeland | Holker Street, Barrow-in-Furness Spectateurs : 861 Arbitrage : Steven Copeland |
| 7 janvier 2020 20h45 | Rapport                            |         |                         | Holker Street, Barrow-in-Furness Spectateurs : 861 Arbitrage : Steven Copeland | Holker Street, Barrow-in-Furness Spectateurs : 861 Arbitrage : Steven Copeland |

| Match 25R            | Salisbury (7) | 1 - 0   | Eastbourne (6) |                                                                                |                                                                                |
| 7 janvier 2020 20h45 | Fitchett 87e  | (0 - 0) |                | Raymond McEnhill Stadium, Salisbury Spectateurs : 354 Arbitrage : Dale Wootton | Raymond McEnhill Stadium, Salisbury Spectateurs : 354 Arbitrage : Dale Wootton |
| 7 janvier 2020 20h45 | Rapport       |         |                | Raymond McEnhill Stadium, Salisbury Spectateurs : 354 Arbitrage : Dale Wootton | Raymond McEnhill Stadium, Salisbury Spectateurs : 354 Arbitrage : Dale Wootton |

| Match 1R             | Darlington (6) | 1 - 0   | Solihull Moors (5) |                                                                            |                                                                            |
| 8 janvier 2020 20h45 | Holness 74e    | (0 - 0) |                    | Blackwell Meadows, Darlington Spectateurs : 812 Arbitrage : Samuel Barrott | Blackwell Meadows, Darlington Spectateurs : 812 Arbitrage : Samuel Barrott |
| 8 janvier 2020 20h45 | Rapport        |         |                    | Blackwell Meadows, Darlington Spectateurs : 812 Arbitrage : Samuel Barrott | Blackwell Meadows, Darlington Spectateurs : 812 Arbitrage : Samuel Barrott |

### Deuxième tour (1/16 de finale)
| Match 1               | Dorking Wanderers (6) | 1 - 1   | Stockport County (5) |                                                                  |                                                                  |
| 11 janvier 2020 16h00 | Prior 71e             | (0 - 0) | 63e Thomas           | Meadowbank, Dorking Spectateurs : 1 604 Arbitrage : Gary Parsons | Meadowbank, Dorking Spectateurs : 1 604 Arbitrage : Gary Parsons |
| 11 janvier 2020 16h00 | Rapport               |         |                      | Meadowbank, Dorking Spectateurs : 1 604 Arbitrage : Gary Parsons | Meadowbank, Dorking Spectateurs : 1 604 Arbitrage : Gary Parsons |

| Match 2               | Kingstonian (7) | 1 - 1   | Leamington (6)    |                                                                        |                                                                        |
| 11 janvier 2020 16h00 | Hector 90e      | (0 - 0) | 56e (csc) Saravia | King George's Field, Tolworth Spectateurs : 529 Arbitrage : Carl Brook | King George's Field, Tolworth Spectateurs : 529 Arbitrage : Carl Brook |
| 11 janvier 2020 16h00 | Rapport         |         |                   | King George's Field, Tolworth Spectateurs : 529 Arbitrage : Carl Brook | King George's Field, Tolworth Spectateurs : 529 Arbitrage : Carl Brook |

| Match 3               | AFC Flyde (5)                                | 4 - 1   | Southport (6) |                                                                |                                                                |
| 11 janvier 2020 16h00 | Williams 7e · Bradley 21e · Haughton 43e 55e | (3 - 1) | 39e Sampson   | Mill Farm, Wesham Spectateurs : 907 Arbitrage : Thomas Parsons | Mill Farm, Wesham Spectateurs : 907 Arbitrage : Thomas Parsons |
| 11 janvier 2020 16h00 | Rapport                                      |         |               | Mill Farm, Wesham Spectateurs : 907 Arbitrage : Thomas Parsons | Mill Farm, Wesham Spectateurs : 907 Arbitrage : Thomas Parsons |

| Match 4               | Royston Town (7)                  | 3 - 0   | Chester (6) |                                                                     |                                                                     |
| 11 janvier 2020 16h00 | Bateman 51e 84e · Castiglione 56e | (0 - 0) |             | Garden Walk, Royston Spectateurs : 818 Arbitrage : Daniel Middleton | Garden Walk, Royston Spectateurs : 818 Arbitrage : Daniel Middleton |
| 11 janvier 2020 16h00 | Rapport                           |         |             | Garden Walk, Royston Spectateurs : 818 Arbitrage : Daniel Middleton | Garden Walk, Royston Spectateurs : 818 Arbitrage : Daniel Middleton |

| Match 5               | Darlington (6) | 0 - 2   | Harrogate Town AFC (5)  |                                                                             |                                                                             |
| 11 janvier 2020 16h00 |                | (0 - 1) | 32e Diamond · 84e Kerry | Blackwell Meadows, Darlington Spectateurs : 1 240 Arbitrage : Declan Bourne | Blackwell Meadows, Darlington Spectateurs : 1 240 Arbitrage : Declan Bourne |
| 11 janvier 2020 16h00 | Rapport        |         |                         | Blackwell Meadows, Darlington Spectateurs : 1 240 Arbitrage : Declan Bourne | Blackwell Meadows, Darlington Spectateurs : 1 240 Arbitrage : Declan Bourne |

| Match 6               | Yeovil Town (5)                   | 4 - 0   | Hampton & Richmond Borough (6) |                                                                    |                                                                    |
| 11 janvier 2020 16h00 | Murphy 38e 46e 62e · Bradbury 70e | (1 - 0) |                                | Huish Park, Yeovil Spectateurs : 1 689 Arbitrage : Matthew Russell | Huish Park, Yeovil Spectateurs : 1 689 Arbitrage : Matthew Russell |
| 11 janvier 2020 16h00 | Rapport                           |         |                                | Huish Park, Yeovil Spectateurs : 1 689 Arbitrage : Matthew Russell | Huish Park, Yeovil Spectateurs : 1 689 Arbitrage : Matthew Russell |

| Match 7               | Ebbsfleet (5)      | 1 - 0   | King's Lynn Town (6) |                                                                          |                                                                          |
| 11 janvier 2020 16h00 | Obileye 67e (pen.) | (0 - 0) |                      | Stonebridge Road, Northfleet Spectateurs : 680 Arbitrage : Adrian Quelch | Stonebridge Road, Northfleet Spectateurs : 680 Arbitrage : Adrian Quelch |
| 11 janvier 2020 16h00 | Blackman 21e       | Rapport |                      | Stonebridge Road, Northfleet Spectateurs : 680 Arbitrage : Adrian Quelch | Stonebridge Road, Northfleet Spectateurs : 680 Arbitrage : Adrian Quelch |

| Match 8               | Halesowen Town (8)     | 2 - 2   | Maidenhead United (5) |                                                               |                                                               |
| 11 janvier 2020 16h00 | Bunn 42e · Parsons 49e | (1 - 2) | 2e Ellul · 43e Smile  | The Grove, Halesowen Spectateurs : 892 Arbitrage : James Bell | The Grove, Halesowen Spectateurs : 892 Arbitrage : James Bell |
| 11 janvier 2020 16h00 | Rapport                |         |                       | The Grove, Halesowen Spectateurs : 892 Arbitrage : James Bell | The Grove, Halesowen Spectateurs : 892 Arbitrage : James Bell |

| Match 9               | Notts County (5)         | 2 - 1   | Dagenham & Redbridge (5) |                                                                       |                                                                       |
| 11 janvier 2020 16h00 | Dennis 53e · Doyle 90+3e | (0 - 0) | 75e Brundle              | Meadow Lane, Nottingham Spectateurs : 2 385 Arbitrage : Andrew Miller | Meadow Lane, Nottingham Spectateurs : 2 385 Arbitrage : Andrew Miller |
| 11 janvier 2020 16h00 | Rapport                  |         |                          | Meadow Lane, Nottingham Spectateurs : 2 385 Arbitrage : Andrew Miller | Meadow Lane, Nottingham Spectateurs : 2 385 Arbitrage : Andrew Miller |

| Match 10              | Chelmsford City (6)                            | 4 - 0   | Salisbury (7) |                                                                                              |                                                                                              |
| 11 janvier 2020 16h00 | Jeffers 29e 86e · Gilles 75e · Whelpdale 90+4e | (1 - 0) |               | Chelmsford Sport & Athletics Centre, Chelmsford Spectateurs : 557 Arbitrage : Samuel Allison | Chelmsford Sport & Athletics Centre, Chelmsford Spectateurs : 557 Arbitrage : Samuel Allison |
| 11 janvier 2020 16h00 | Rapport                                        |         |               | Chelmsford Sport & Athletics Centre, Chelmsford Spectateurs : 557 Arbitrage : Samuel Allison | Chelmsford Sport & Athletics Centre, Chelmsford Spectateurs : 557 Arbitrage : Samuel Allison |

| Match 11              | Torquay United (5)   | 1 - 2   | FC Halifax Town (5)          |                                                                  |                                                                  |
| 11 janvier 2020 16h00 | Lemonheigh-Evans 72e | (0 - 0) | 54e Sho-Silva · 67e Staunton | Plainmoor, Torquay Spectateurs : 1 309 Arbitrage : Scott Jackson | Plainmoor, Torquay Spectateurs : 1 309 Arbitrage : Scott Jackson |
| 11 janvier 2020 16h00 | Rapport              |         |                              | Plainmoor, Torquay Spectateurs : 1 309 Arbitrage : Scott Jackson | Plainmoor, Torquay Spectateurs : 1 309 Arbitrage : Scott Jackson |

| Match 12              | Eastleigh (5)           | 2 - 1   | Matlock Town (7) |                                                                          |                                                                          |
| 11 janvier 2020 16h00 | Miley 45+1e · Beale 47e | (1 - 0) | 69e Marshall     | Silverlake Stadium, Eastleigh Spectateurs : 718 Arbitrage : James Durkin | Silverlake Stadium, Eastleigh Spectateurs : 718 Arbitrage : James Durkin |
| 11 janvier 2020 16h00 | Rapport                 |         |                  | Silverlake Stadium, Eastleigh Spectateurs : 718 Arbitrage : James Durkin | Silverlake Stadium, Eastleigh Spectateurs : 718 Arbitrage : James Durkin |

| Match 13              | Concord Rangers (6) | 1 - 1   | Bath City (6) |                                                                     |                                                                     |
| 11 janvier 2020 16h00 | Pollock 77e         | (0 - 0) | 79e Smith     | Thames Road, Canvey Island Spectateurs : 263 Arbitrage : Tom Reeves | Thames Road, Canvey Island Spectateurs : 263 Arbitrage : Tom Reeves |
| 11 janvier 2020 16h00 | Rapport             |         |               | Thames Road, Canvey Island Spectateurs : 263 Arbitrage : Tom Reeves | Thames Road, Canvey Island Spectateurs : 263 Arbitrage : Tom Reeves |

| Match 14              | Farsley Celtic (6) | 1 - 1   | Barnet (5)  |                                                                     |                                                                     |
| 11 janvier 2020 16h00 | Watson 53e         | (0 - 1) | Akinola 10e | Throstle Nest, Farsley Spectateurs : 402 Arbitrage : Andrew Kitchen | Throstle Nest, Farsley Spectateurs : 402 Arbitrage : Andrew Kitchen |
| 11 janvier 2020 16h00 | Rapport            |         |             | Throstle Nest, Farsley Spectateurs : 402 Arbitrage : Andrew Kitchen | Throstle Nest, Farsley Spectateurs : 402 Arbitrage : Andrew Kitchen |

| Match 15              | Hornchurch (7)     | 1 - 2   | Aveley (8)                   |                                                                        |                                                                        |
| 11 janvier 2020 16h00 | Dickson 45e (pen.) | (1 - 1) | 9e (pen.) Ngandu · 53e Gibbs | Hornchurch Stadium, Upminster Spectateurs : 589 Arbitrage : Lloyd Wood | Hornchurch Stadium, Upminster Spectateurs : 589 Arbitrage : Lloyd Wood |
| 11 janvier 2020 16h00 | Parcell 51e        | Rapport |                              | Hornchurch Stadium, Upminster Spectateurs : 589 Arbitrage : Lloyd Wood | Hornchurch Stadium, Upminster Spectateurs : 589 Arbitrage : Lloyd Wood |

| Match 16              | Barrow AFC (5)                                                             | 7 - 0   | FC United of Manchester (7) |                                                                                |                                                                                |
| 11 janvier 2020 16h00 | Barry 16e · Kay 35e · Rooney 43e 63e (pen.) · Harrison 70e · Angus 83e 88e | (3 - 0) |                             | Holker Street, Barrow-in-Furness Spectateurs : 1 892 Arbitrage : Gareth Rhodes | Holker Street, Barrow-in-Furness Spectateurs : 1 892 Arbitrage : Gareth Rhodes |
| 11 janvier 2020 16h00 |                                                                            | Rapport | 78e Doyle                   | Holker Street, Barrow-in-Furness Spectateurs : 1 892 Arbitrage : Gareth Rhodes | Holker Street, Barrow-in-Furness Spectateurs : 1 892 Arbitrage : Gareth Rhodes |

#### Matchs rejoués
| Match 1R              | Stockport County (5) | 0 - 4   | Dorking Wanderers (6)                     |                                                                     |                                                                     |
| 14 janvier 2020 20h45 |                      | (0 - 2) | 5e McShane · 22e McManus · 69e 73e Briggs | Edgeley Park, Stockport Spectateurs : 1 121 Arbitrage : Ben Speedie | Edgeley Park, Stockport Spectateurs : 1 121 Arbitrage : Ben Speedie |
| 14 janvier 2020 20h45 | Rapport              |         |                                           | Edgeley Park, Stockport Spectateurs : 1 121 Arbitrage : Ben Speedie | Edgeley Park, Stockport Spectateurs : 1 121 Arbitrage : Ben Speedie |

| Match 2R              | Leamington (6) | 1 - 0   | Kingstonian (7) | | |
| 14 janvier 2020 20h45 | Edwards 32e    | (1 - 0) |                 | The Phillips 66 Community Stadium, Royal Leamington Spa Spectateurs : 308 Arbitrage : Daniel Middleton | The Phillips 66 Community Stadium, Royal Leamington Spa Spectateurs : 308 Arbitrage : Daniel Middleton |
| 14 janvier 2020 20h45 | Rapport        |         |                 | The Phillips 66 Community Stadium, Royal Leamington Spa Spectateurs : 308 Arbitrage : Daniel Middleton | The Phillips 66 Community Stadium, Royal Leamington Spa Spectateurs : 308 Arbitrage : Daniel Middleton |

| Match 8R              | Maidenhead United (5) | 1 - 3   | Halesowen Town (8)                   |                                                                  |                                                                  |
| 21 janvier 2020 20h45 | Whitehall 16e         | (1 - 0) | 61e McCone · 63e Evans · 83e Manning | York Road, Maidenhead Spectateurs : 275 Arbitrage : Gary Parsons | York Road, Maidenhead Spectateurs : 275 Arbitrage : Gary Parsons |
| 21 janvier 2020 20h45 | Rapport               |         |                                      | York Road, Maidenhead Spectateurs : 275 Arbitrage : Gary Parsons | York Road, Maidenhead Spectateurs : 275 Arbitrage : Gary Parsons |

| Match 13R             | Bath City (6)    | 1 - 2   | Concord Rangers (6)    |                                                                |                                                                |
| 28 janvier 2020 20h45 | Brunt 24e (pen.) | (1 - 1) | 15e Roast · 88e Nouble | Twerton Park, Bath Spectateurs : 437 Arbitrage : Scott Jackson | Twerton Park, Bath Spectateurs : 437 Arbitrage : Scott Jackson |
| 28 janvier 2020 20h45 | Rapport          |         |                        | Twerton Park, Bath Spectateurs : 437 Arbitrage : Scott Jackson | Twerton Park, Bath Spectateurs : 437 Arbitrage : Scott Jackson |

| Match 14R             | Barnet (5)               | 2 - 0   | Farsley Celtic (6) |                                                                            |                                                                            |
| 28 janvier 2020 20h45 | Sparkes 52e · Walker 87e | (0 - 0) |                    | The Hive Stadium, Canons Park Spectateurs : 333 Arbitrage : Elliot Swallow | The Hive Stadium, Canons Park Spectateurs : 333 Arbitrage : Elliot Swallow |
| 28 janvier 2020 20h45 | Rapport                  |         |                    | The Hive Stadium, Canons Park Spectateurs : 333 Arbitrage : Elliot Swallow | The Hive Stadium, Canons Park Spectateurs : 333 Arbitrage : Elliot Swallow |

### Troisième tour (1/8 de finale)
| Match 1              | Ebbsfleet United (5) | 0 - 2 a. p.           | Royston Town (7)           |                                                                        |                                                                        |
| 8 février 2020 16h00 |                      | (0 - 0, 0 - 0, 0 - 1) | 93e Oyinsan · 115e Bateman | Stonebridge Road, Northfleet Spectateurs : 900 Arbitrage : Paul Howard | Stonebridge Road, Northfleet Spectateurs : 900 Arbitrage : Paul Howard |
| 8 février 2020 16h00 | Rapport              |                       |                            | Stonebridge Road, Northfleet Spectateurs : 900 Arbitrage : Paul Howard | Stonebridge Road, Northfleet Spectateurs : 900 Arbitrage : Paul Howard |

| Match 2              | Concord Rangers (6)          | 2 - 2 4 - 3 t. a. b.  | Leamington (6)            |                                                                          |                                                                          |
| 8 février 2020 16h00 | Elliott 5e · Blanchfield 94e | (1 - 0, 1 - 1, 2 - 2) | 61e Morley · 104e Maycock | Thames Road, Canvey Island Spectateurs : 417 Arbitrage : Matthew Russell | Thames Road, Canvey Island Spectateurs : 417 Arbitrage : Matthew Russell |
| 8 février 2020 16h00 |                              | Rapport               | , 79e English ·           | Thames Road, Canvey Island Spectateurs : 417 Arbitrage : Matthew Russell | Thames Road, Canvey Island Spectateurs : 417 Arbitrage : Matthew Russell |
| 8 février 2020 16h00 | Tirs au but 4 - 3            |                       |                           | Thames Road, Canvey Island Spectateurs : 417 Arbitrage : Matthew Russell | Thames Road, Canvey Island Spectateurs : 417 Arbitrage : Matthew Russell |

| Match 3              | Harrogate Town AFC (5)   | 2 - 0   | Eastleigh (5) |                                                                      |                                                                      |
| 8 février 2020 16h00 | Bradley 23e · Emmett 86e | (1 - 0) |               | CNG Stadium, Harrogate Spectateurs : 947 Arbitrage : Steven Copeland | CNG Stadium, Harrogate Spectateurs : 947 Arbitrage : Steven Copeland |
| 8 février 2020 16h00 | Rapport                  |         |               | CNG Stadium, Harrogate Spectateurs : 947 Arbitrage : Steven Copeland | CNG Stadium, Harrogate Spectateurs : 947 Arbitrage : Steven Copeland |

| Match 4              | FC Halifax Town (5) | 0 - 1   | Halesowen Town (8) |                                                                |                                                                |
| 8 février 2020 16h00 |                     | (0 - 0) | 49e Molyneux       | The Shay, Halifax Spectateurs : 1 483 Arbitrage : Martin Woods | The Shay, Halifax Spectateurs : 1 483 Arbitrage : Martin Woods |
| 8 février 2020 16h00 | Rapport             |         |                    | The Shay, Halifax Spectateurs : 1 483 Arbitrage : Martin Woods | The Shay, Halifax Spectateurs : 1 483 Arbitrage : Martin Woods |

| Match 5              | Barnet (5)                               | 3 - 0   | Barrow AFC (5) |                                                                           |                                                                           |
| 8 février 2020 16h00 | Alexander 61e · Akinola 63e · Walker 69e | (0 - 0) |                | The Hive Stadium, Canons Park Spectateurs : 763 Arbitrage : Peter Gibbons | The Hive Stadium, Canons Park Spectateurs : 763 Arbitrage : Peter Gibbons |
| 8 février 2020 16h00 | Rapport                                  |         |                | The Hive Stadium, Canons Park Spectateurs : 763 Arbitrage : Peter Gibbons | The Hive Stadium, Canons Park Spectateurs : 763 Arbitrage : Peter Gibbons |

| Match 6              | Dorking Wanderers (6)    | 2 - 4   | AFC Flyde (5)                               |                                                               |                                                               |
| 8 février 2020 16h00 | McShane 22e · Briggs 60e | (1 - 1) | 35e 83e Haughton · 55e Byrne · 76e Williams | Meadowbank, Dorking Spectateurs : 1 594 Arbitrage : Alan Dale | Meadowbank, Dorking Spectateurs : 1 594 Arbitrage : Alan Dale |
| 8 février 2020 16h00 | Rapport                  |         |                                             | Meadowbank, Dorking Spectateurs : 1 594 Arbitrage : Alan Dale | Meadowbank, Dorking Spectateurs : 1 594 Arbitrage : Alan Dale |

| Match 7              | Aveley (8)                           | 3 - 1   | Chelmsford City (6) |                                                                 |                                                                 |
| 8 février 2020 16h00 | Raad 12e · Akrofi 88e · Nzengo 90+7e | (1 - 0) | 79e Whelpdale       | Parkside, Aveley Spectateurs : 811 Arbitrage : Daniel Middleton | Parkside, Aveley Spectateurs : 811 Arbitrage : Daniel Middleton |
| 8 février 2020 16h00 | Rapport                              |         |                     | Parkside, Aveley Spectateurs : 811 Arbitrage : Daniel Middleton | Parkside, Aveley Spectateurs : 811 Arbitrage : Daniel Middleton |

| Match 8              | Yeovil Town (5) | 1 - 2   | Notts County (5)           |                                                                   |                                                                   |
| 8 février 2020 16h00 | Duffus 77e      | (0 - 1) | 7e Rawlinson · 68e Wootton | Huish Park, Yeovil Spectateurs : 1 946 Arbitrage : Thomas Parsons | Huish Park, Yeovil Spectateurs : 1 946 Arbitrage : Thomas Parsons |
| 8 février 2020 16h00 | Rapport         |         |                            | Huish Park, Yeovil Spectateurs : 1 946 Arbitrage : Thomas Parsons | Huish Park, Yeovil Spectateurs : 1 946 Arbitrage : Thomas Parsons |

### Quatrième tour (1/4 de finale)
| Match 1               | Barnet (5) | 1 - 2 a. p.           | Halesowen Town (8)        |                                                                             |                                                                             |
| 29 février 2020 16h00 | Walker 65e | (0 - 0, 1 - 1, 1 - 1) | 85e Yates · 109e Cobourne | The Hive Stadium, Canons Park Spectateurs : 1 483 Arbitrage : Adrian Quelch | The Hive Stadium, Canons Park Spectateurs : 1 483 Arbitrage : Adrian Quelch |
| 29 février 2020 16h00 | Rapport    |                       |                           | The Hive Stadium, Canons Park Spectateurs : 1 483 Arbitrage : Adrian Quelch | The Hive Stadium, Canons Park Spectateurs : 1 483 Arbitrage : Adrian Quelch |

| Match 2               | Notts County (5)                                                    | 5 - 0   | Aveley (8) |                                                                       |                                                                       |
| 29 février 2020 13h30 | O'Brien 32e · Crawford 38e · Osborne 44e · Wootton 61e · Wilson 64e | (3 - 0) |            | Meadow Lane, Nottingham Spectateurs : 4 893 Arbitrage : Gareth Rhodes | Meadow Lane, Nottingham Spectateurs : 4 893 Arbitrage : Gareth Rhodes |
| 29 février 2020 13h30 | Rapport                                                             |         |            | Meadow Lane, Nottingham Spectateurs : 4 893 Arbitrage : Gareth Rhodes | Meadow Lane, Nottingham Spectateurs : 4 893 Arbitrage : Gareth Rhodes |

| Match 4               | AFC Flyde (5)              | 2 - 3 a. p.           | Harrogate Town AFC (5)       |                                                            |                                                            |
| 29 février 2020 16h00 | Williams 53e · Burke 90+3e | (0 - 0, 2 - 2, 2 - 3) | 73e Kerry · 74e 102e Muldoon | Mill Farm, Wesham Spectateurs : 803 Arbitrage : James Bell | Mill Farm, Wesham Spectateurs : 803 Arbitrage : James Bell |
| 29 février 2020 16h00 | Rapport                    |                       |                              | Mill Farm, Wesham Spectateurs : 803 Arbitrage : James Bell | Mill Farm, Wesham Spectateurs : 803 Arbitrage : James Bell |

| Match 3           | Concord Rangers (6)      | 2 - 1 a. p.           | Royston Town (7) |                                                                     |                                                                     |
| 3 mars 2020 20h45 | Nouble 35e · Sheriff 93e | (1 - 0, 1 - 1, 2 - 1) | 54e Warner-Eley  | Thames Road, Canvey Island Spectateurs : 852 Arbitrage : Carl Brook | Thames Road, Canvey Island Spectateurs : 852 Arbitrage : Carl Brook |
| 3 mars 2020 20h45 | Rapport                  |                       |                  | Thames Road, Canvey Island Spectateurs : 852 Arbitrage : Carl Brook | Thames Road, Canvey Island Spectateurs : 852 Arbitrage : Carl Brook |

### Demi-finales
Initialement prévues pour mars 2020, les demi-finales aller-retour ont été reportées en raison de la pandémie de Covid-19. La FA a déclaré son intention de terminer le tournoi, mais avec un calendrier incertain. Fin août 2020, elle a pu confirmer que les demi-finales se tiendraient en septembre sous forme de matches uniques, avec une date du 27 septembre pour la finale à Wembley. La finale, aux côtés de la finale de la FA Vase organisée dans le cadre du même événement, fera partie des matches testant le retour des spectateurs après le pic de la première vague de la pandémie au Royaume-Uni, mais elle a été reportée à la suite de nouvelles restrictions sur les rassemblements en Angleterre qui ont été promulguées le 14 septembre 2020 en raison de l'augmentation des cas de COVID-19.
| Samedi 5 septembre 2020 | Concord Rangers (6)        | 2 - 1   | Halesowen Town (8) | Thames Road, Canvey Island |  |
| 16h00                   | Evans 40e (csc) · Wall 80e | (1 - 1) | 7e Gregory         |                            |  |
| 16h00                   | Rapport                    |         |                    |                            |  |

| Mardi 22 septembre 2020 | Notts County (5) | 0 - 1   | Harrogate Town AFC (4) | Meadow Lane, Nottingham |  |
| 20h45                   |                  | (0 - 1) | 45+1e Smith            |                         |  |
| 20h45                   | Rapport          |         |                        |                         |  |

### Finale
La finale a été reprogrammée pour le 27 septembre 2020, mais elle a été reportée car la FA espérait avoir des spectateurs lors de la finale. La date a ensuite été convenue pour le 3 mai 2021 à huis clos, car il n'a pas été possible de trouver une solution convenable pour jouer avec des spectateurs.
| Mercredi 3 mai 2021 | Concord Rangers (6) | 0 - 1   | Harrogate Town AFC (4) | Stade de Wembley, Londres |                 |
| 17h00               |                     | (0 - 0) | 76e Falkingham         | Spectateurs : 0           | Spectateurs : 0 |
| 17h00               | Rapport             |         |                        | Spectateurs : 0           | Spectateurs : 0 |